# Мы, нижеподписавшиеся
«Мы, нижеподписавшиеся» — советский двухсерийный художественный телефильм Татьяны Лиозновой, остросоциальная производственная драма по одноимённой пьесе Александра Гельмана.

## Сюжет
Фильм решён в камерном стиле, практически все события происходят в пассажирском поезде, в нескольких купе одного вагона.
Время действия — эпоха позднего СССР, рубеж 1970—1980-х годов.
Приёмная комиссия в составе трёх работников облисполкома (Виолетты Матвеевны Нуйкиной, жены профессора, Геннадия Михайловича Семёнова, зубоскала, бабника и любителя выпить, и председателя комиссии Юрия Николаевича Девятова, принципиального и честного аппаратчика, бывшего военного юриста) отказалась подписывать акт о приёмке хлебозавода из-за недоделок, хотя в принципе завод печь хлеб может. Комиссию, возвращающуюся с приёмки объекта, инкогнито сопровождает Леонид Шиндин, главный диспетчер СМУ, которое строило объект. С ним же едет его коллега, начальник производственного отдела СМУ Малисов и неожиданно оказавшаяся в купе жена Шиндина Алла, подчинённая Малисова.
Задача Шиндина — любой ценой убедить комиссию подписать этот акт, пока поезд не пришёл в город Елино и руководству не доложили, что объект не принят. Шиндин развивает кипучую деятельность: пытается разговорить Девятова, выдав себя за случайного попутчика; устраивает скандал с проводником вагона, втягивая в него членов комиссии; даже инсценирует день рождения жены, представив её своей сослуживицей, что только приводит к крупной ссоре супругов Шиндиных между собой и с членами комиссии.
Шиндин раскрывает карты и убеждает председателя комиссии, что есть обстоятельства поважнее недоделок на строительстве. Если объект не принять сейчас, из СМУ выживут его начальника Егорова — честного и талантливого человека, архитектора-новатора, «философа сельского строительства». Егоров неугоден начальнику стройтреста, карьеристу Грижелюку, и его старому приятелю, заместителю председателя облисполкома Ивану Ивановичу. Те намеренно тормозили строительство завода и организовали общественную кампанию, обвинившую в задержках Егорова. Выслушав Шиндина, Девятов начинает понимать, что он со своей принципиальностью стал невольным орудием в чужой грязной игре. Наконец он принимает решение подписать акт, но подписывать уже нечего: Шиндин в отчаянии порвал и выбросил все пять экземпляров.
Девятов подписывает пять чистых листов бумаги и отдает их Шиндину. По примеру Девятова ставит подписи и Нуйкина, несмотря на то, что накануне поездки её вместе с Семёновым вызывал Иван Иванович и дал чёткое указание: объект не принимать ни в коем случае. Третий член комиссии, Семёнов, протрезвев после «дня рождения», наотрез отказывается подписывать чистые листы и — после потасовки с Шиндиным — по прибытии поезда в Елино сбегает через открытое окно купе.
Сходят с поезда и остальные герои. Нуйкина забирает у Аллы бесполезные — без подписи Семёнова, — но компрометирующие её и Девятова чистые листы. Прощаясь, Девятов просит Шиндина передать Егорову, чтобы тот с ним непременно связался, давая тем самым понять, что все старания Шиндина были не напрасны.

## В ролях
| Актёр              | Роль                                                                       |
| ------------------ | -------------------------------------------------------------------------- |
| Леонид Куравлёв    | Леонид Прохорович Шиндин (главный диспетчер СМУ «Сельхозстрой»)            |
| Ирина Муравьёва    | Алла Ивановна Шиндина (жена и коллега Шиндина)                             |
| Аристарх Ливанов   | Малисов (начальник производственного отдела, в котором работает Шиндина)   |
| Юрий Яковлев       | Юрий Николаевич Девятов (председатель комиссии, в прошлом — военный юрист) |
| Клара Лучко        | Виолетта Матвеевна Нуйкина (член комиссии)                                 |
| Олег Янковский     | Геннадий Михайлович Семёнов (член комиссии)                                |
| Николай Парфёнов   | проводник                                                                  |
| Иосиф Кобзон       | камео                                                                      |
| Клавдия Козлёнкова | пассажирка в поезде                                                        |
| Владимир Шихов     | молодой человек, которому надо выспаться перед ответственным совещанием    |
| Вадим Захарченко   | ревизор в поезде                                                           |
| Яков Беленький     | эпизод                                                                     |

## Съёмочная группа
- Автор сценария — Александр Гельман
- Режиссёр-постановщик — Татьяна Лиознова
- Оператор-постановщик — Пётр Катаев
- Художник-постановщик — Борис Дуленков
- Композитор — Микаэл Таривердиев
- Художник по костюмам — Мариам Быховская
- Звукооператор — В. Силаев
- Директор картины — В. Дивавин

## Отзывы
Татьяна Лиознова, режиссёр-постановщик:
«Мы, нижеподписавшиеся» — картина, которую сейчас не все понимают и принимают. Хотя для меня эта картина очень дорога, она полна нежности и любви к моему народу. Я лично видела зрителей, которые смотрят её и смеются, а в конце начинают плакать. На это и рассчитан весь строй картины.
…мой последний поклонник — Владимир Кириллин — был страшным противником того, чтобы я снимала фильм «Мы, нижеподписавшиеся». «Ну, у тебя будут крупные неприятности. Откажись от съёмок, пока не поздно», — уговаривал он. Мне легче было отказаться от Кириллина.
Александр Гельман, автор сценария:
Как-то Татьяна Михайловна позвонила мне и сказала, что хочет снимать картину по моей пьесе «Мы, нижеподписавшиеся». К тому времени пьеса уже широко шла в театрах по всей стране, только в Москве её поставили МХАТ и Театр Сатиры. <…> На тогдашнем телевидении готовую картину принимали без особой радости. Появился большой список замечаний. Лиознова разделила его на две части: это сделаем, а это — ни в коем случае. Как сказала, так и было.

## Награды
- Первая премия Всесоюзного телефестиваля в Ереване, 1981 год[5].

## Факты
- Этот фильм был первым фильмом, в котором снялся Иосиф Кобзон. В предыдущем фильме Лиозновой «Семнадцать мгновений весны» Кобзон исполнил обе песни, включённые в фильм.
- В одноимённом спектакле Театра сатиры[6] в 1979 году (постановка Валентина Плучека) роль Девятова играл Георгий Менглет[7], а роль Шиндина — Андрей Миронов[8].
- Одноимённый спектакль Гельмана также был поставлен Олегом Ефремовым и Евгением Радомысленским[9] (МХАТ, премьера 3 марта 1979[7][10]), там роль Шиндина сыграл Александр Калягин, а роль Девятова Евгений Евстигнеев[11]. Сам Калягин поставил этот спектакль в Анкаре (Турция), постановка была удостоена высшей театральной награды Турции — премии имени Авни Диллигиля[12].
- В качестве вокзала станции Куманёво фигурирует вокзал станции Калуга II (этот же вокзал снят в следующем фильме Лиозновой, «Карнавал», под названием «Оханск»).